# Даґ Гаммаршельд
Даґ Яльмар Аґне Карл Гаммаршельд (Даг Хаммаршельд) (швед. Dag Hjalmar Agne Carl Hammarskjöld; 29 липня 1905, Єнчопінг, Швеція — 18 вересня 1961, Ндола, Замбія) — шведський державний діяч, Генеральний секретар ООН у 1953–1961 роках, письменник, перекладач, один із 18 членів Шведської академії, лауреат Нобелівської премії миру 1961 року (посмертно).

## Походження

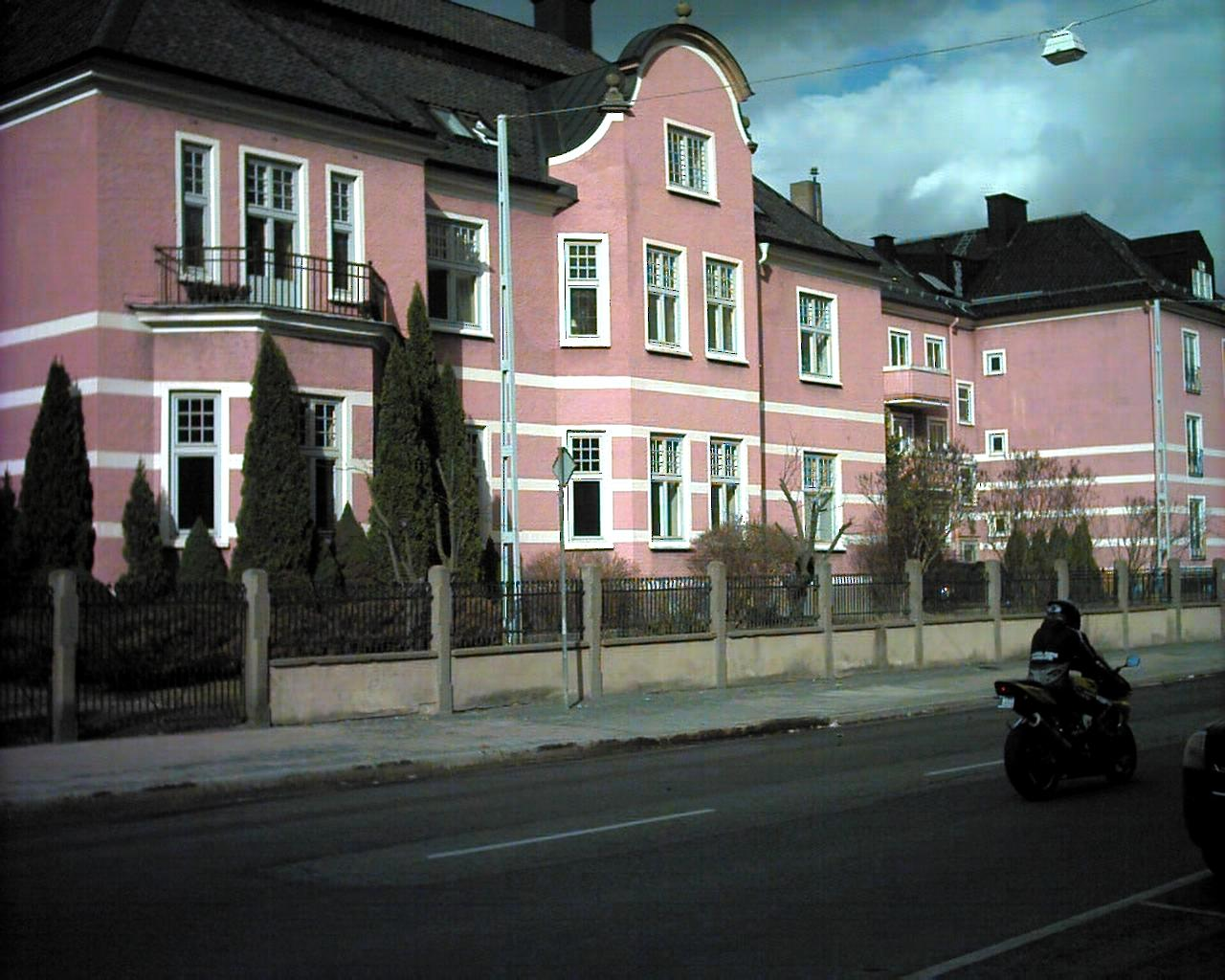
Єнчопінг, Естра Стурґатан, 91. Будинок у якому народився Даґ Гаммаршельд

Народився 29 липня 1905 року в місті Єнчепінг, що розташоване в провінції Смолен на південному березі озера Веттерн. Даг був четвертою дитиною у родині відомого державного діяча Швеції, прем'єр-міністра країни у 1914–1917 роках Яльмара Гаммаршельда та Аґнес Гаммаршельд (до шлюбу Альмквіст), племінниці класика шведської літератури Карла Альмквіста. Брати Даґа також досягли значних професійних успіхів: Бу став державним діячем, Оке працював у Міжнародному суді справедливості, Стен став письменником.
1907 року родина переїхала до Уппсали, де батько Даґа отримав посаду губернатора.

## Освіта
1923 року закінчив гімназію та вступив до Уппсальського університету, де вивчав французьку історію та літературу, соціальну філософію та політекономію. Свій перший освітній ступінь Даґ здобув у 1925 році, ставши бакалавром мистецтв. Наступні три роки Даґ присвячує вивченню економіки. У віці 23 років здобув ступінь ліценціата філософії в галузі економіки. Після ще двох років навчання в 1930 році здобув ступінь бакалавра права.
Того ж року Даґ переїхав до Стокгольма, де протягом чотирьох років працював секретарем урядового комітету з питань безробіття. Тоді ж написав докторську дисертацію під назвою «Стадії економічного циклу» (швед. Konjunkturspridningen). 1933 року йому присуджено науковий ступінь доктора Стокгольмського університету та присвоєно вчене звання доцента політичної економії.
Мав визначні лінгвістичні здібності. Вільно розмовляв англійською, французькою, німецькою та данською мовами.

## Державна служба
1935 року Даґ Гаммаршельд обійняв посаду секретаря Банку Швеції. За рік був переведений на посаду статс-секретаря міністерства фінансів країни. У 1941 році призначений шведським урядом виконувачем обов'язків голови правління Банку Швеції та став першою людиною, що суміщувала обидві посади протягом 1941–1948 років.
На початку 1945 року Даґа Гаммаршельда було призначено радником уряду Швеції з фінансово-економічних питань. З цього часу він став однією з найважливіших осіб, що визначають фінансову політику держави та розв'язують післявоєнні проблеми країни. Провів серію торговельних та економічних переговорів із низкою країн, у тому числі зі Сполученими Штатами та Великою Британією.
1947 року Гаммаршельда перевели на посаду секретаря Міністерства закордонних справ, де він відповідав за вирішення усього комплексу економічних питань. У 1949 році його призначили генеральним секретарем Міністерства закордонних справ, а за два роки він увійшов до складу уряду, як міністр без портфеля. Протягом цих років фактично виконував обов'язки заступника міністра закордонних справ, займаючись розв'язанням економічних питань та налагодженням економічного співробітництва.
Входив до складу шведської делегації в ході Паризької конференції 1947 року, на якій було затверджено механізм реалізації плану Маршалла. Був головою шведської делегації на Паризькій конференції 1948 року Організації європейського економічного співробітництва, ОЄЕС (нині — Організація економічного співробітництва та розвитку), протягом кількох років обіймав пост заступника голови виконавчого комітету цієї організації. 1950 року очолив делегацію Швеції в ЮНІСКАН — органі, заснованому для розвитку економічного співробітництва між Великою Британією та Скандинавськими країнами. Протягом 1937–1948 років був членом консультативної ради Інституту економічних досліджень, що фінансувався урядом.
Очолював шведську делегацію на шостій (Париж, 1951—1952) та сьомій (Нью-Йорк, 1952—1953) сесіях Генеральної Асамблеї Організації Об'єднаних Націй.
Попри високі посади, Гаммаршельд ніколи не був членом будь-якої політичної партії.
20 грудня 1954 року Даґа Гаммаршельда було обрано членом Шведської академії.

## Генеральний секретар ООН

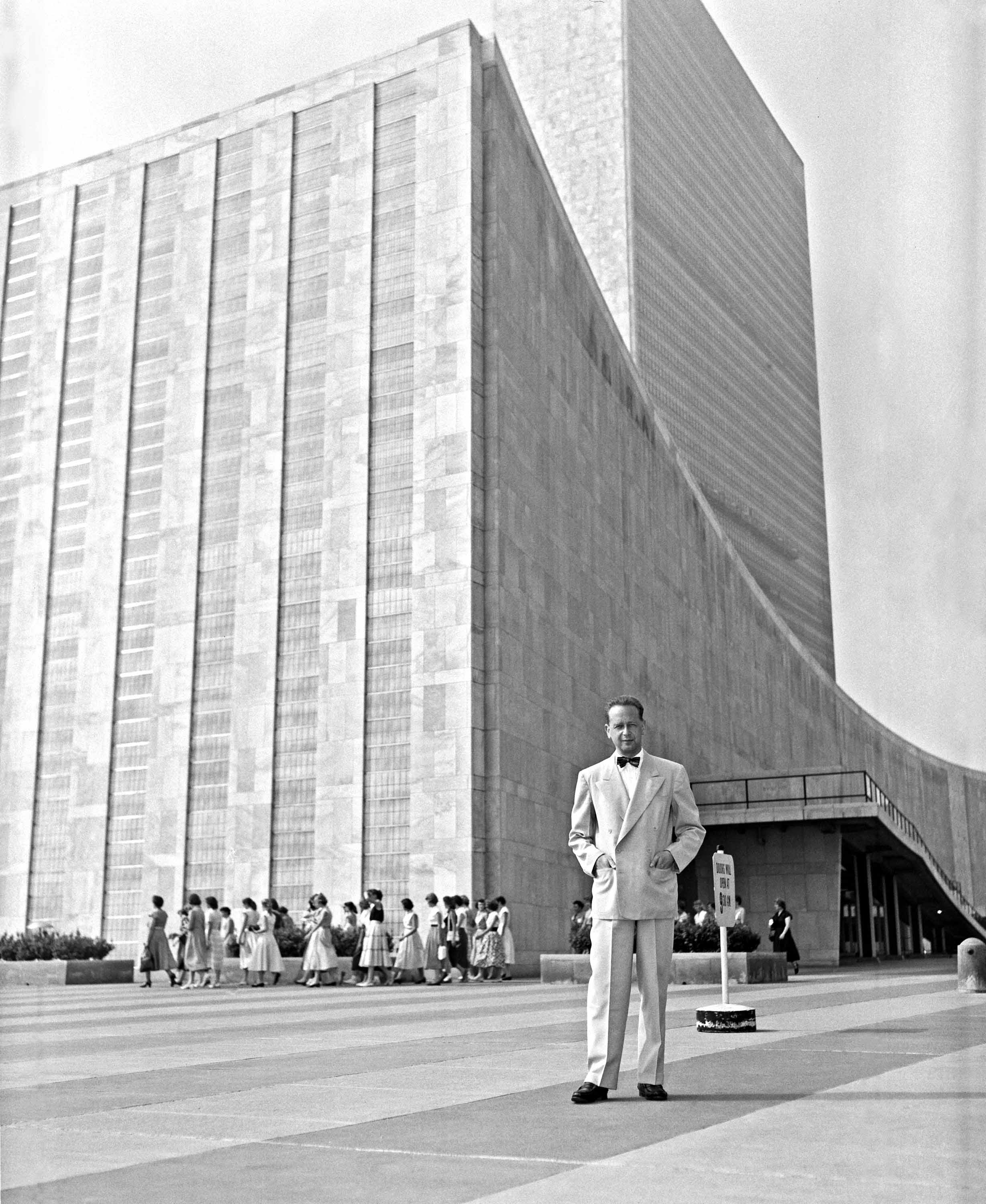
Майбутній Генеральний секретар на фоні штаб-квартири ООН у Нью-Йорку (1953 рік)

У 1952 році вимушене рішення Трюгве Лі про відставку з посади Генерального Секретаря ООН зумовило проблему пошуку кандидатури на цю посаду. США запропонувало кандидатуру філіппінця Карлоса Ромуло, що в 1949 році обіймав посаду голови Генеральної Асамблеї. Данія за підтримки Великої Британії та Франції висувала кандидатуру міністра закордонних справ Канади Лестера Пірсона. Радянський Союз підтримував кандидатуру міністра закордонних справ Польщі Станіслава Скшешевського. Жодна із запропонованих кандидатур не здобула підтримки постійних членів Ради Безпеки ООН, тому за таких обставин випливла кандидатура Дага Гаммаршельда, яка була майже одностайно підтримана Радою Безпеки (утримався Китай).
7 квітня 1953 року Даґа Гаммаршельда за рекомендацією Ради Безпеки ООН було одноголосно обрано Генеральним секретарем організації. У вересні 1957 року він одноголосно був переобраний на цю посаду.
Впродовж 8 років головування в ООН Гаммаршельд сприяв вирішенню багатьох конфліктів та підтримці миру у світі.

### Близький Схід
ООН в особі Гаммаршельда сприяла дипломатичному вирішенню конфлікту між Ізрайлем та арабськими країнами, докладала зусиль щодо встановлення миру в регіоні. За сприяння Гаммаршельда в 1956 році були створені Надзвичайні збройні сили Організації Об'єднаних Націй, котрими він керував протягом свого перебування на посаді Генерального секретаря організації. У 1957 році було проведено очищення Суецького каналу з подальшим врегулюванням суперечки щодо нього, було створено Групу організації Об'єднаних Націй зі спостереження у Лівані, а також створення спеціального представництва Генерального секретаря ООН в Йорданії в 1958 році.

### Китай
На початку 1954 року Генеральна Асамблея доручила Генеральному секретарю вжити необхідних заходів щодо визволення полонених американських льотчиків, що потрапили в полон під час корейської війни та були засуджені до різних термінів: від чотирьох років до довічного ув'язнення.
На початку січня 1955 року Даґ Гаммаршельд здійснив візит до Пекіну. Протягом чотириденних переговорів із Чжоу Еньлаєм китайська сторона погодилась звільнити полонених пілотів за умови утримання Сполучених Штатів від тиску та погроз.

### Бельгійське Конго
Задля врегулювання політичної кризи в Республіці Конго Гаммаршельд чотири рази відвідував країну. Перші дві поїздки відбулися в липні-серпні 1960 року, третя — в січні 1961 року. Остання, четверта, поїздка розпочалася 12 вересня 1961 року та закінчилась трагічною авіакатастрофою.

## Трагічна загибель

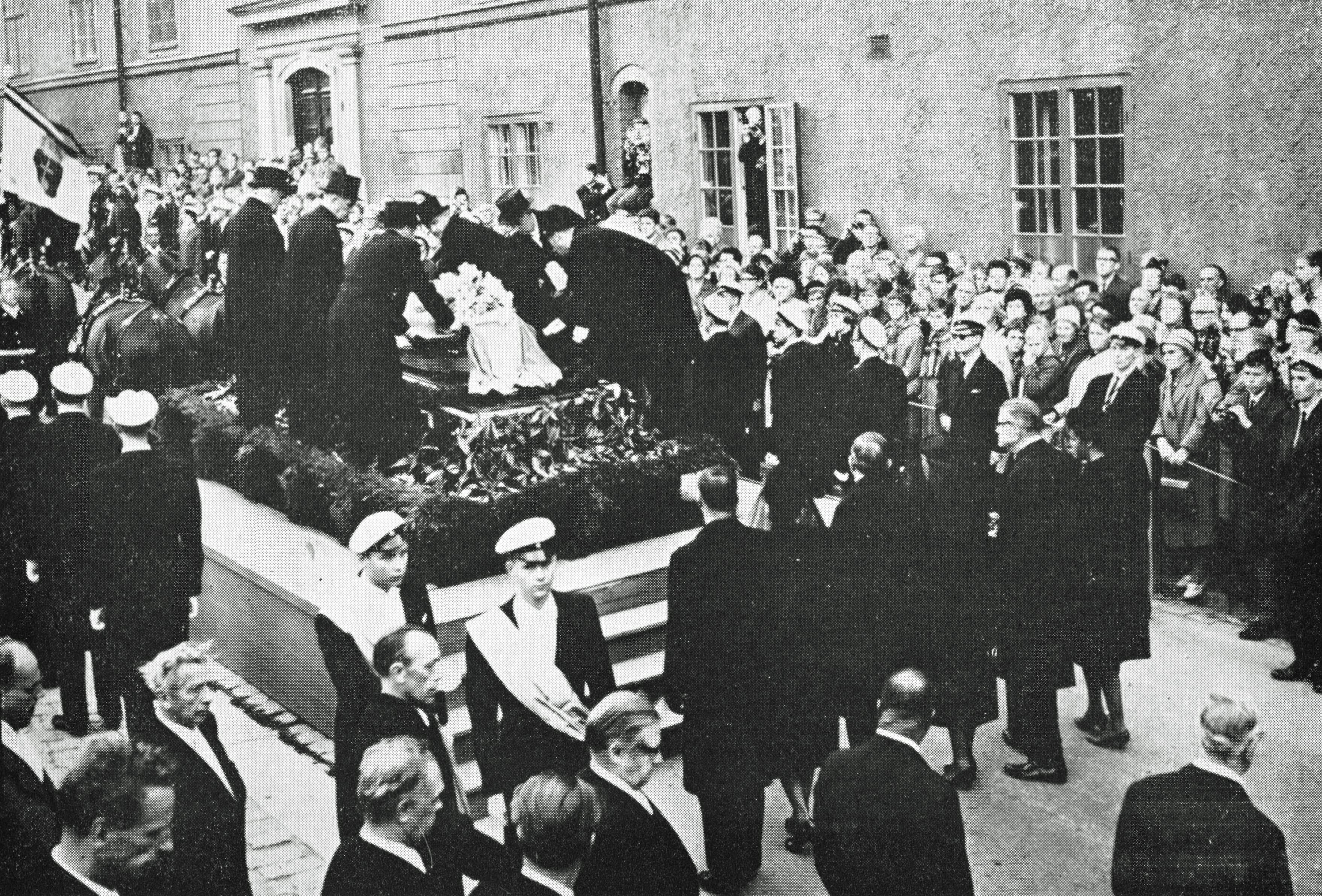
Похорон Гаммаршельда

Четверта поїздка до Конго з метою здійснення нагляду за діяльністю Операції ООН у Конго, створеною в 1960 році на прохання уряду країни про військову допомогу.
Літак, на борту, якого перебував Генеральний секретар та його супроводжувачі, вилетів 17 вересня, проте не прибув у місце призначення та не вийшов на зв'язок із диспетчерською баштою аеропорту в Ндолі. Вранці 18 вересня на території Родезії в кількох милях від аеропорту було помічено спалах. Пошукова група знайшла уламки літака, 15 тіл та одну людину, що вціліла, Гарольда Джульєна, однак він помер за кілька днів від отриманих опіків.

## Творчість і захоплення
Гаммаршельд з юності захоплювався літературою. В Упсальському університеті спеціалізувався переважно на французькій історії та літературі. Захоплювався культурою Іспанії, Португалії та Південноамериканських країн, переклав шведською мовою народні пісні цих країн. У 1963 році посмертно вийшла його книга віршів і нотаток «Мітки», перекладена англійським поетом Вістеном Г'ю Оденом.
Особливе місце в захопленнях Генерального секретаря посідала фотографія.

## Пам'ять

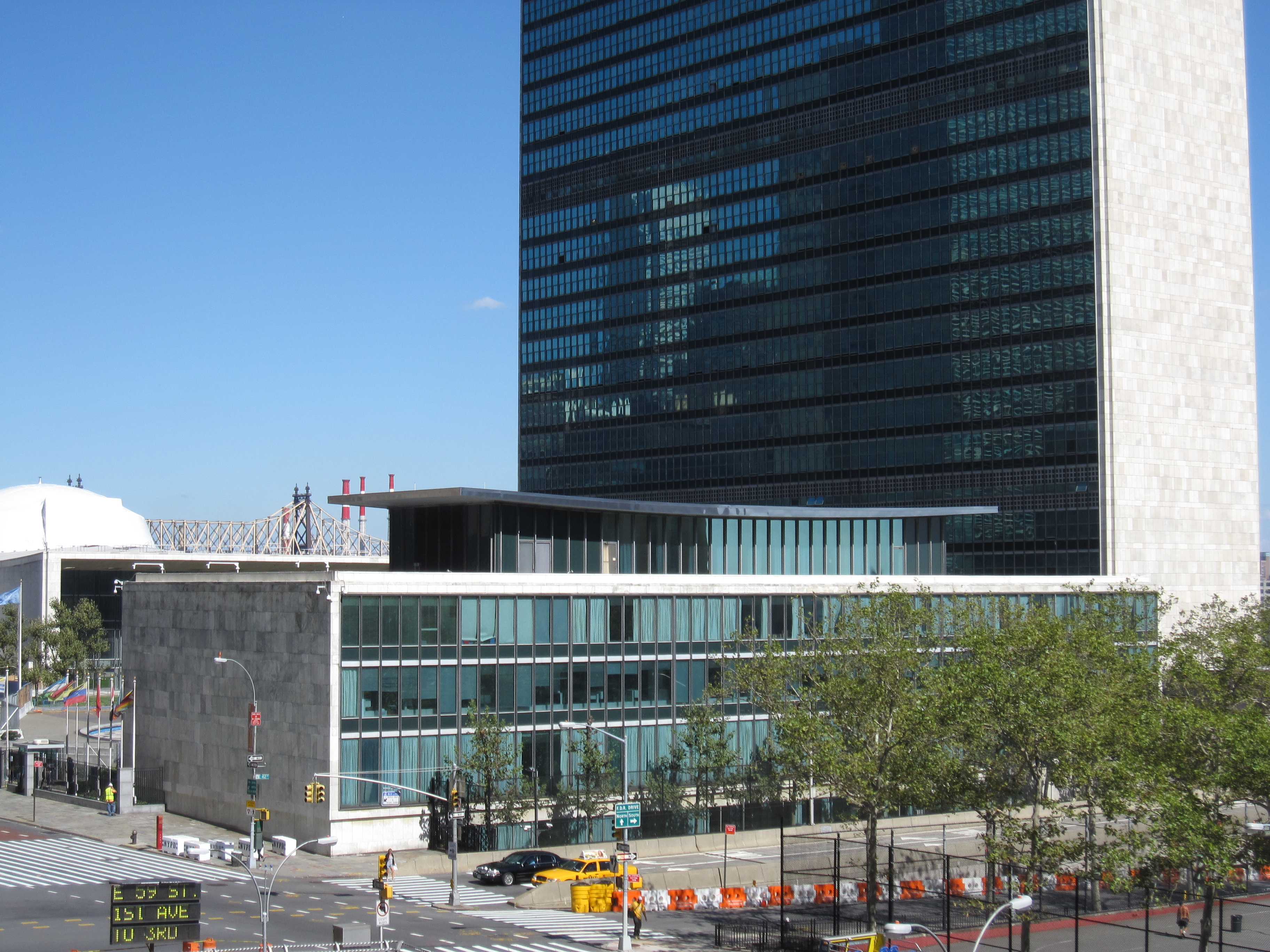
Бібліотека імені Даґа Гаммаршельда

16 листопада 1961 року бібліотеці, що є структурним підрозділом Штаб-квартири ООН, було присвоєне ім'я Даґа Гаммаршельда. Бібліотека є основним сховищем документів ООН. Бібліотека Упсальського університету також має його ім'я.

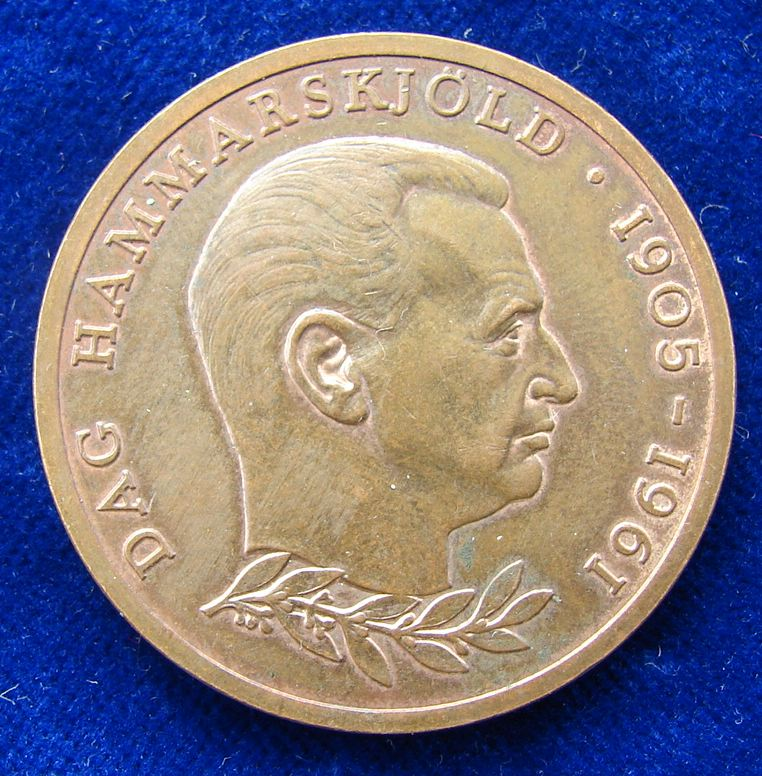
Медаль імені Даґа Гаммаршельда

22 липня 1997 року на засіданні Ради Безпеки ООН, присвяченому 50-річчю миротворчої діяльності ООН, було засновано Медаль Даґа Гаммаршельда, що вручається посмертно учасникам миротворчих операцій.
2011 року Генеральна рада Банку Швеції затвердила список видатних осіб, портрети яких будуть розміщені на банкнотах, що будуть випущені протягом 2014—2015 років. На банкноті номіналом 1000 крон розмістили портрет Даґа Гаммаршельда.